# Pierre Labatut
Pierre Labatut, (Cannes, Francia, 1776-Salvador de Bahía, Brasil, 1849) fue un general y aventurero francés que luchó en las guerras de independencia de Venezuela, Colombia y Brasil, donde comandó las tropas brasileras del sitio de Salvador de Bahía junto al general Luis Alves de Lima e Silva.

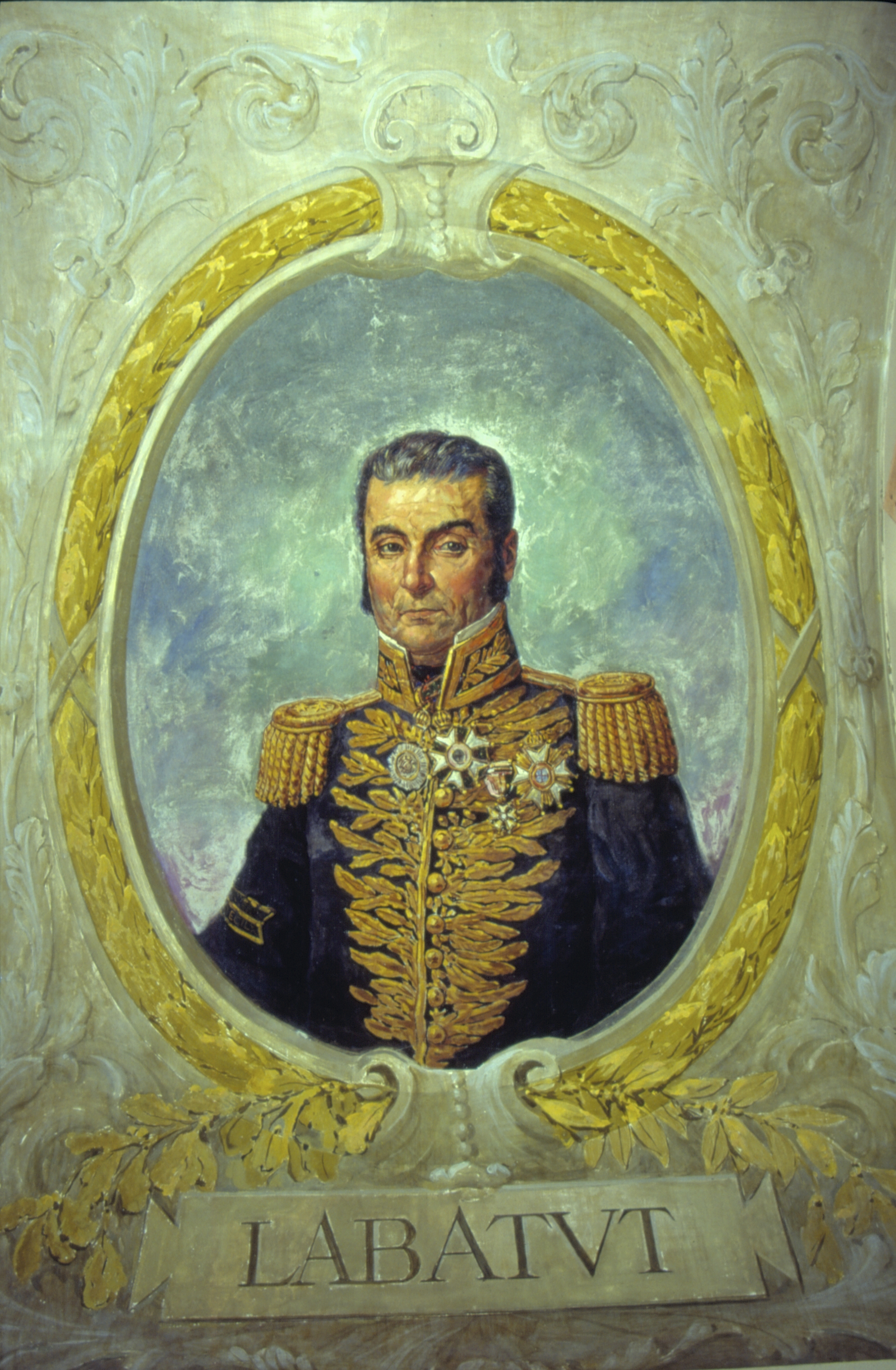
Una imagen de Oscar Pereira el- Retrato de Pedro Labatut.

## Biografía
Pierre Labatut sirvió como oficial en los ejércitos del Primer Imperio francés y en el curso de una misión militar resultó capturado, a bordo de una barca, por un buque británico en aguas del Mediterráneo cerca de la isla griega de Corfú en octubre de 1807.
Luego de ello Labatut apareció en Filadelfia (Estados Unidos) en 1810 pidiendo ayuda a los diplomáticos franceses para volver a su país, y tras retornar a Francia aparece despachado hacia América del Sur junto con un minúsculo contingente de soldados franceses hacia la Capitanía General de Venezuela, con miras a alimentar en dicha región una revuelta contra el dominio español.
Tras haber llegado a servir bajo órdenes del general Francisco de Miranda en Venezuela desde el año 1811, Labatut formó parte de la oficialidad extranjera que llevó el Precursor a sus campañas. Tras la capitulación de Miranda en San Mateo en 1812 Labatut huyó de La Guaira y se trasladó a Nueva Granada, donde colaboró con las fuerzas independentistas en tomar la ciudad de Santa Marta en 1813, tras lo cual se retiró del servicio activo por desavenencias con los jefes rebeldes, incluyendo varias pugnas con Simón Bolívar.
Alejado de las luchas de Nueva Granada, Labatut se estableció en las Antillas pero tras la caída de Napoleón I volvió a Francia y allí trató de reingresar al ejército de la Restauración borbónica pero no tuvo éxito en sus gestiones, por lo cual en septiembre de 1816 volvió a las Antillas, estableciéndose en Haití. En dicha isla Labatut retomó contacto con los independentistas neogranadinos y se reconcilió con Bolívar, apoyando desde entonces las luchas de independencia y suministrando armas y equipamientos obtenidos por contrabando en las islas del Caribe, pero ya sin volver al combate activo; de hecho el nombre de Labatut no aparece en los registros de las fuerzas grancolombianas desde entonces.
Al proclamarse la independencia del Imperio del Brasil en 1822, Labatut es contratado por agentes del emperador Pedro I de Brasil para servir en el joven ejército independentista con el grado de general. En tal situación, Labatut acude a Río de Janeiro de inmediato para ayudar en la organización del novel ejército brasilero, pero pronto recibe el mando efectivo de fuerzas en combate en el cerco de Salvador de Bahía desde inicios de 1823 en tanto dicha ciudad aún estaba controlada por tropas portuguesas que resistían la autoridad del nuevo Estado.
Aunque respetado por los brasileros debido a sus dotes tácticas y de organización, Labatut se ganó la enemistad de importantes terratenientes locales por proponer el reclutamiento en masa de brasileros de toda condición social, y luego por requerir que ante la escasez de voluntarios se enrolara a esclavos negros, prometiendo a éstos la manumisión tras el triunfo de la independencia. Estos pedidos, aunados al fuerte desprecio de Labatut hacia los rígidos prejuicios sociales de la élite local motivaron que fuera cesado en el mando antes que los portugueses evacuaran Bahía el 2 de julio del mismo año, quedando el general Luis Alves de Lima e Silva a cargo de la jefatura de las tropas brasileras.
Procesado por insubordinación, Labatut fue absuelto de toda acusación en 1824 y mantuvo su grado de general del ejército brasilero, pero en febrero de 1829 fue expulsado del ejército y desterrado, volviendo a Francia. En 1831, poco después de la abdicación del emperador Pedro I, Labatut volvió a Brasil donde recuperó su grado de general y obtuvo la ciudadanía brasilera. Años después, en 1839, fue designado "mariscal de campo" de Brasil, viviendo en Salvador de Bahía hasta su muerte en 1849.